# Hookeria subsubulata
Hookeria subsubulata là một loài Rêu trong họ Hookeriaceae. Loài này được (Geh. & Hampe) Müll. Hal. mô tả khoa học đầu tiên năm 1898.